# Pontoise-Cormeilles Aerodrome
Pontoise-Cormeilles Aerodrome är en regionalflygplats och en helikopterflygplats, som ligger sju kilometer nordost om Pontoise i kommunen Boissy-l'Aillerie, nära kommunen Cormeilles-en-Vexin, i departementet Val-d'Oise i regionen Île-de-France. Flygplatsen ligger 40 kilometer nordväst om Paris och sköts av Aéroports de Paris.
Flygplatsen har två asfalterade start- och landningsbanor på 1 689 respektive 1 650 meter.

## Historik
Flygplatsen anlades 1937, och flygplatsen användes av Frankrikes armé före andra världskriget. 
Flygplatsen togs av den tyska invasionsarmén i juni 1940 och användes av Luftwaffe under ockupationen. Den befriades av de allierade omkring den 6 september 1944 och rensades omedelbart på minor och reparerades för att bli stridsflygfältet "A-59" för United States Army Air Force Ninth Air Force.
Efter andra världskriget återöppnades flygplatsen som civil flygplats i augusti 1946 och drevs av Aéroports de Paris från 1949.  
Flygplatsen har tidigare haft reguljär passagerartrafik till Gatwick och Luton i Londonområdet.  

## Helikopterflygplats
Sedan 2022 har förberedelser skett för att iordningställa flygplatsen till en vertiport för taxiflyg med rotorplan (eVTOL) av typ Volocopter 2X. En terminal för detta invigdes i november 2022.